# Bezirk
Bezirk betyder "distrikt" på tysk, og er/var bl.a. benævnelsen på den administrative inddeling i DDR. Østtysklands distrikter blev oprettet i 1952, til erstatning af de delstater, som blev oprettet af de Allierede som led i reorganiseringen af Tyskland efter 2. Verdenskrig. Som led i den tyske genforening i 1990 blev de østtyske distrikter nedlagt, og i stedet genindførtes de af DDR i 1952 nedlagte delstater, som indtrådte i Forbundsrepublikken Tyskland som delstater, dog blev Østberlin og Vestberlin genforenet, og indgår i Forbundsrepublikken som en samlet delstat.
Begrebet 'Bezirk' bliver i dag anvendt i Østrig samt områder i Schweiz, og i tyske byer. 

## Bezirke i Tyskland
I Tyskland er dannelsen af administrative og politiske bybezirke reguleret i "Gemeindeordnungen der Länder". Større byer er ofte forpligtet til oprettelsen af bybezirke. Den formelle oprettelse i kommuner sikres gennem vedtagelse i byrådet og er forankret i kommunalvedtægten. De enkelte navne for bezirke varierer ofte afhængig af byen. For eksempel hedder den administrative enhed i Hamburg og Berlin simpelthen "bezirke"; mens de i Østberlin under DDR-tiden blev kaldt "Stadtbezirke", fordi navnet bezirk blev benyttet som betegnelse af administrative enheder på  länderniveau. I Hessen og Rheinland-Pfalz benyttes betegnelsen "Ortsbezirk" da både byer og kommune kan oprette bezirke.

## Bezirke i Østtyskland
Der var 14 "Bezirke" i Østtyskland, eftersom hovedstaden Øst-Berlin ikke formelt set var et distrikt. Listen over distrikter ser således ud på denne måde:
- Bezirk Dresden
- Bezirk Karl-Marx-Stadt
- Bezirk Leipzig
- Bezirk Gera
- Bezirk Erfurt
- Bezirk Suhl
- Bezirk Halle
- Bezirk Magdeburg
- Bezirk Cottbus
- Bezirk Potsdam
- Bezirk Frankfurt (Oder)
- Bezirk Neubrandenburg
- Bezirk Schwerin
- Bezirk Rostock